# Indosylvirana doni
Espèce
Synonymes
- Hylarana doni Biju, Garg, Mahony, Wijayathilaka, Senevirathne & Meegaskumbura, 2014

Indosylvirana doni est une espèce d'amphibiens de la famille des Ranidae.

## Répartition
Cette espèce est endémique du Kerala en Inde. Elle se rencontre dans les districts de Palakkad, d'Ernakulam, de Pathanamthitta et de Thiruvananthapuram dans les Ghâts occidentaux.

## Description
Les mâles mesurent de 38,0 à 43,1 mm et la femelle 49,6 mm.

## Étymologie
Cette espèce est nommée en l'honneur de Don R. Church.

## Publication originale
- Biju, Garg, Mahony, Wijayathilaka, Senevirathne & Meegaskumbura, 2014 : DNA barcoding, phylogeny and systematics of Golden-backed frogs (Hylarana, Ranidae) of the Western Ghats-Sri Lanka biodiversity hotspot, with the description of seven new species. Contributions to Zoology, vol. 83, no 4, p. 269–335 (texte intégral).